# 444 a. C.
El año 444 a. C. fue un año del calendario romano prejuliano. En el Imperio romano se conocía como el Año del Tribunado de Atratino, Sículo y Lusco y el Año del consulado de Mugilano y Atratino (o menos frecuentemente, año 310 Ab urbe condita).

## Acontecimientos

### Grecia
- El historiador Heródoto termina la redacción de los Nueve libros de historia.

### República Romana
- Se instituyen los tribunos militares con poderes de cónsul (tribuni militum consulari potestate) en Roma.

## Nacimientos
- Agesilao II, rey de Esparta (m. 358 a. C.)
- Antístenes, filósofo griego (m. 365 a. C.).
- Aristófanes, comediógrafo griego (m. 385 a. C.).